# Wędrowiec (zespół muzyczny)
Wędrowiec – zespół muzyczny wykonujący improwizowaną muzykę inspirowaną folklorem polskim.

## Skład zespołu
- Agata Harz - śpiew, basy, statki wodne;
- Emilia Okołotowicz - śpiew, baraban, bębenek, statki wodne;
- Remigiusz Mazur-Hanaj - lira korbowa, skrzypce, narzędzia, hodowla dźwięków
- Bartosz Niedźwiecki - skrzypce, dudy, mazanki, trzcinka (do 2005)
- Piotr Herda - skrzypce, altówka, narzędzia (od 2006)

## Działalność
Członkowie grupy wcześniej brali udział w innych przedsięwzięciach muzycznych, takich jak m.in. Księżyc, Bractwo Ubogich, Kapela Domu Tańca, Pies Szczeka. Koncertowali w Polsce, a także Hiszpanii, Francji, Niemczech i Szwecji. Prowadzili indywidualne i wspólne projekty badawcze, artystyczne, edukacyjne i animacyjne (Dom Tańca, cykl filmów dokumentalnych Centrum czyli pogranicze). Jako Wędrowiec w kwietniu 2004 zdobyli I miejsce w Festiwalu Folkowym Nowa Tradycja organizowanym przez Polskie Radio. W 2005 z zespołu odszedł Bartosz Niedźwiecki, grupa zawiesiła swą działalność, a rok później reaktywowała się z Piotrem Herdą. Materiał zarejestrowany w 2009 r. ukazał się na płycie w roku 2019 pod tytułem "Wędrują nuk nieuzywają" (Requiem Records oraz Sloow Tapes).